# Мойохулу
Мойоху́лу (індонез. Moyohulu) — один з 24 районів округу Сумбава провінції Західна Південно-Східна Нуса у складі Індонезії. Розташований у центральній частині. Адміністративний центр — село Моконг.
Населення — 20258 осіб (2012; 19911 в 2010).

## Адміністративний поділ
До складу району входять 12 сіл:
| Населений пункт   | Населення, осіб (2010) |
| ----------------- | ---------------------- |
| Батубулан, село   | 1148                   |
| Батутерінг, село  | 1574                   |
| Беренг-Реа, село  | 1277                   |
| Лесенг, село      | 2773                   |
| Літо, село        | 1801                   |
| Маман, село       | 1370                   |
| Марга-Кар'я, село | 1543                   |
| Моконг, село      | 2145                   |
| Пернек, село      | 1749                   |
| Себасанг, село    | 1985                   |
| Семамунг, село    | 1549                   |
| Семпе, село       | 997                    |